# Richard Stanley Williams
Richard Stanley „Stan“ Williams (1951) é um físico estadunidense, que trabalha com nanotecnologia.

## Prêmios e condecorações
- 2000: Prêmio de Nanotecnologia Feynman[1]
- 2000: Prêmio Julius Springer de Física Aplicada
- 2007: Medalha Glenn T. Seaborg